# Jesusgebet

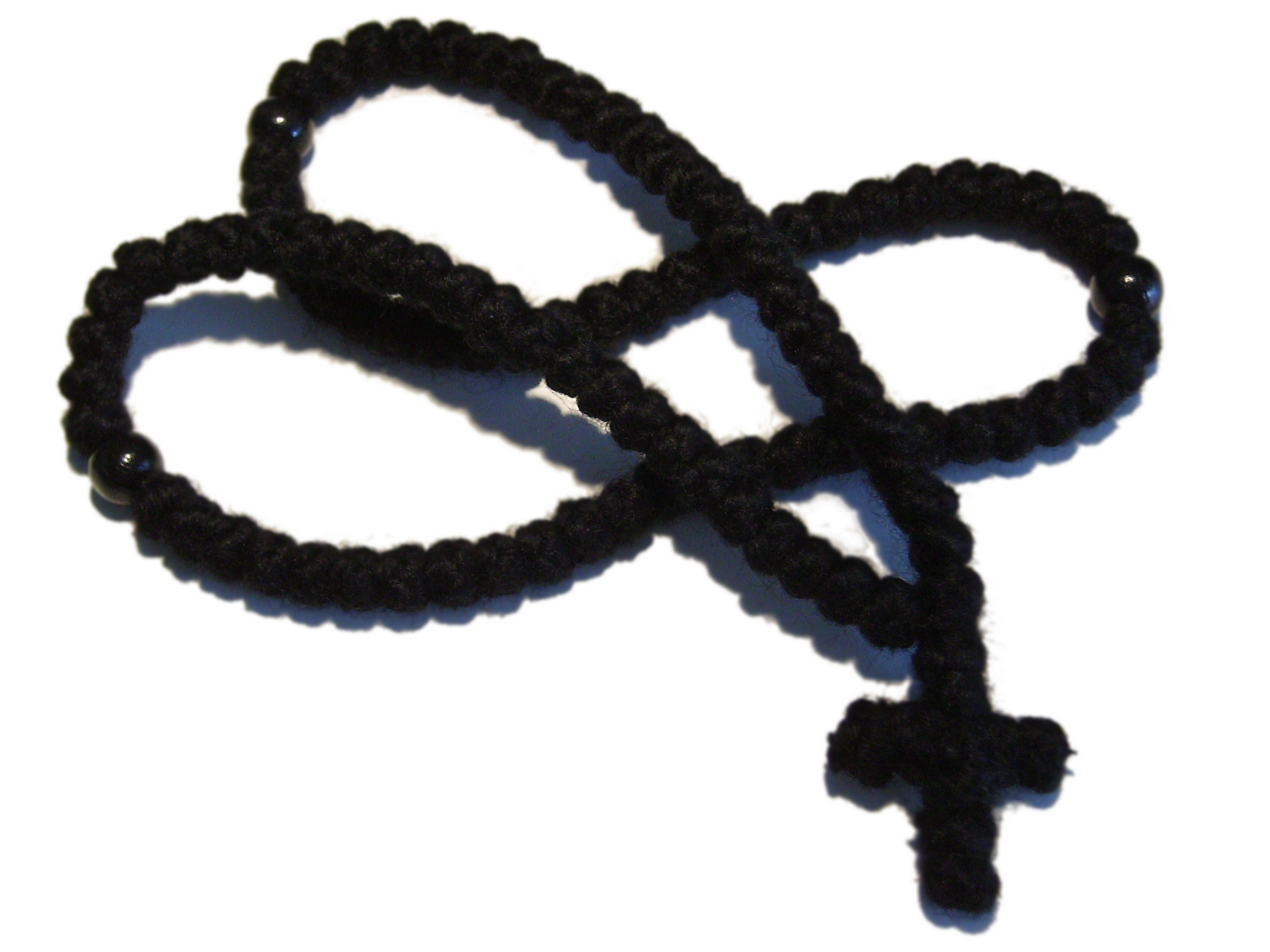
An einer solchen Gebetsschnur, Komboskini oder Chotki genannt, wird das Jesusgebet verrichtet.

Das Jesusgebet, auch Herzensgebet oder immerwährendes Gebet genannt, ist ein besonders in den orthodoxen Kirchen weit verbreitetes Gebet, bei dem ununterbrochen der Name Jesu Christi angerufen wird. Damit soll der Aufforderung „Betet ohne Unterlass!“ (1 Thess 5,17 ) des Apostels Paulus Genüge getan werden. Im Hesychasmus und anderen Meditationsformen der Ostkirchen nimmt dieses Gebet eine zentrale Stellung ein, ebenso in der Spiritualität der Kartäuser. Eine theologische Grundlegung der Praxis des Jesusgebetes findet sich in der orthodoxen Imjaslavie-Bewegung (Verehrung des Namens Gottes) im frühen 20. Jahrhundert. Als noetisches Gebet ist das Jesusgebet zentrales Element orthodoxer Spiritualität.
Verrichtet wird das Jesusgebet oft mit Hilfe einer Gebetskette, griechisch Komboskini, russisch Tschotki und serbisch Brojanica genannt, die aus 30, 33, 50, 100 oder mehr Knoten besteht. Die geschlossene Schnur steht als Zeichen für das nie endende monastische Gebet. Sie wird verwendet, weniger, um die Gebete zu zählen, sondern als Hilfe zur Konzentration und für einen gleichmäßigen Rhythmus. In der orthodoxen Kirche erhalten die Mönche und Nonnen eine solche Gebetskette zur Profess. Die Altorthodoxen beten das Jesusgebet hingegen meist mit einer Lestowka.

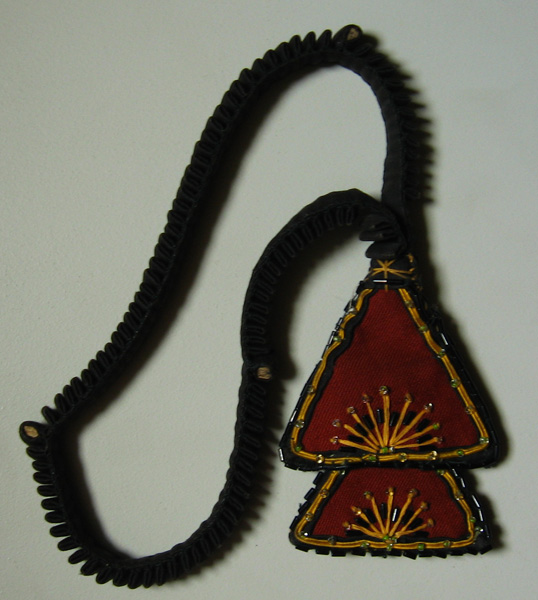
Eine von den Altgläubigen für das Jesusgebet verwendete Lestowka.

## Geschichte
Die Geschichte des Jesusgebetes lässt sich in drei Phasen unterteilen:

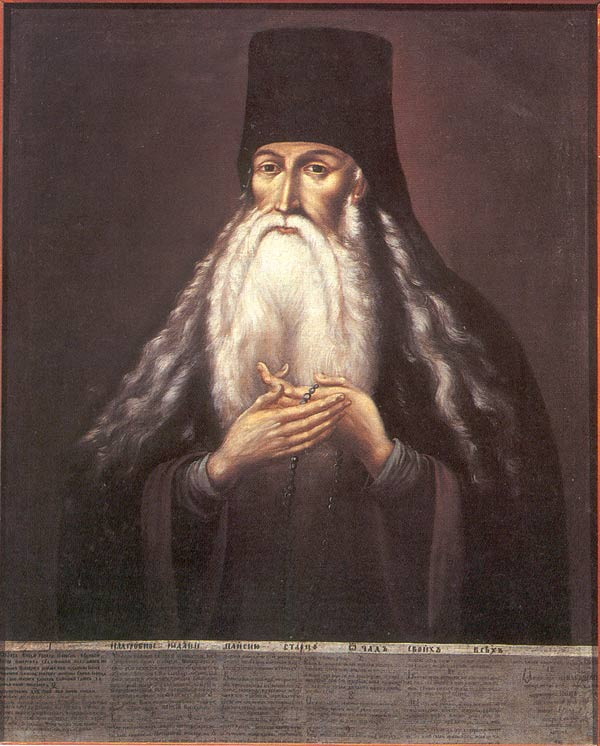
Païssi Welitschkowski

### Östliches Mönchtum
Seine Anfänge reichen bis in die Zeit des frühen östlichen Mönchtums zurück. Dort wurden kurze Bibelzitate, oft Psalmverse, immer wieder wiederholt, teilweise laut ausgesprochen, teilweise innerlich rezitiert. Mit der Zeit kam in Gebrauch, statt der Bibelzitate den Namen Jesus zu rezitieren. Die Form Herr Jesus Christus, erbarme dich meiner ist bereits für das 6. Jahrhundert belegt. Dies geht auf die biblische Perikope über den blinden Bettler Bartimäus zurück: Jesus, Sohn Davids, erbarme dich meiner (überliefert bei den Synoptikern, z. B. Mk 10,47 ).

### Hesychasmus
Die zweite große Phase in der Geschichte des Jesusgebetes ist der Hesychasmus, der im 12. Jahrhundert auf dem Berg Athos praktiziert wurde. Bedeutendster Vertreter des Hesychasmus war Gregor Palamas (1296–1359), ein Mönch am Berg Athos und später Erzbischof von Thessaloniki. Im Hesychasmus wird das Jesusgebet in der Stille im Rhythmus von Atmung und Herzschlag rezitiert. 1782 gab von dort der Mönch Nikodemos Hagioreites die Philokalie, eine Sammlung von Zitaten geistlicher Schriftsteller über das Jesusgebet, heraus.

### Russisches Starzentum
Die dritte Phase in der Geschichte des Jesusgebetes beginnt im 16. Jahrhundert in Russland, wo es bis ins 18. Jahrhundert hinein eine große Blütezeit erlebte. Insbesondere die Starzen Nil Sorski (1433–1508) und Païssi Welitschkowski (1722–1794) sorgten für dessen Verbreitung. In Russland erschien erstmalig 1870 das Buch Aufrichtige Erzählungen eines russischen Pilgers (ursprünglich: Aufrichtige Erzählungen eines Pilgers, seinem geistlichen Vater mitgeteilt), welches in viele Sprachen übersetzt wurde und so die Tradition des Jesusgebetes weltweit verbreitete. Insbesondere durch dieses Buch fand das Jesusgebet Anhänger in allen christlichen Konfessionen, sodass heute schon von einer „Ökumene des Jesusgebetes“ gesprochen werden kann.

## Gebetstext
Es gibt keinen einheitlichen Gebetstext. Stets wird der Name Jesu angerufen. Mögliche Formulierungen sind:
Herr Jesus Christus.
Jesus Christus.
Jesus.
Christus Jesus.
Nach der Anrufung des Namens Jesu kann eine Erbarmungsbitte angeschlossen werden. Mögliche Formulierungen sind:
Herr Jesus Christus, erbarme dich meiner.
Herr Jesus Christus, (du) Sohn Gottes, erbarme dich meiner.
Herr Jesus Christus, (du) Sohn Gottes, hab Erbarmen mit mir (Sünder).
Statt der Erbarmungsbitte kann auch eine Bitte um Hilfe geäußert werden. Mögliche Formulierungen sind:
Herr Jesus Christus, steh mir bei.
Herr Jesus Christus, (du) Sohn Gottes, steh mir bei.
Heiligstes Herz Jesu, sei meine Rettung.
Auf dem Athos sprechen die Einsiedler das sogenannte kleine Jesusgebet:
Κύριε Ἰησοῦ Χριστέ, υἱὲ τοῦ Θεοῦ, ἐλέησόν με. (Herr Jesus Christus, Sohn Gottes, erbarme dich meiner)

## Einübung
Die Praxis des Jesusgebetes kann auf der Grundlinie geschehen, die schon die Kirchenväter vorgegeben haben: Dabei geht es darum, sich zu bemühen, rein und ununterbrochen betend den Atem durch die Nase ins Herzinnere einzuführen und sich dabei einzig auf die Worte des Gebetes zu konzentrieren, sie zu meditieren und im Denken zu umkreisen.
Traditionell (nach dem Vorbild des russischen Pilgers) erfolgt die Einübung in drei Schritten:
1. häufiges mündliches Rezitieren,
2. innerliches Beten und
3. selbständiges Beten im Rhythmus von Atmung und Herzschlag.

### Mündliches Rezitieren
Zur Einübung sollte eine aufrechte Sitzposition, auf einer Meditationsbank oder einem Stuhl eingenommen werden. Um Einseitigkeiten und Verfälschungen der Übungsidee zu vermeiden, ist es sinnvoll, einen Lehrer oder spirituellen Ratgeber hinzuzunehmen, der schon Erfahrung damit hat; dabei muss es sich nicht unbedingt um einen Priester oder Mönch handeln.
Im ersten Schritt wird der Gebetstext sehr häufig laut gesprochen oder zumindest mit den Lippen geformt. Das Gebet wird dabei zunächst eine gewisse Anzahl, die mit dem geistlichen Vater abgesprochen wird, am Tag gesprochen – an einem Rosenkranz abgezählt oder noch besser, da kein störendes Klickern entsteht, an einer Knotenschnur –, die Anzahl der für die Übung kann dann erhöht werden, die Zeit von zwei bis zweieinhalb Stunden sollte nicht überschritten werden (Weisung des heiligen Altvaters Ephraim von Katounakia), außer es wird etwas anderes mit dem geistigen Vater abgesprochen. Dieses bewusste häufige Sprechen des Gebetes in der ersten Phase dient der Verinnerlichung. Das Gebet ist natürlich auch bei der Arbeit und allen Handlungen zu rezitieren.

### Inneres Gebet
Im zweiten Schritt wird das Gebet zum inneren Gebet. Nun kann bewusst auf die Atmung beim Gebet geachtet werden, also beim Einatmen etwa Herr Jesus Christus und beim Ausatmen  erbarme dich meiner gebetet werden. Danach kann der Rhythmus des Herzschlags in das Beten einbezogen werden. Beim ersten Herzschlag wird Herr, beim zweiten Jesus, beim dritten Christus usw. gebetet. Die Koordination mit Atmung und Herzschlag sollte behutsam und am besten unter Anleitung (und Segnung) eines erfahrenen geistlichen Begleiters geschehen.
Die großen Lehrer des Jesusgebets wie z. B. Bischof Theophan der Klausner (1815–1894) warnen allerdings davor, das Jesusgebet ohne spirituelle Anleitung eines erfahrenen geistlichen Vaters mit Herzschlag und Atmung zu verbinden. Die Erfahrung habe gezeigt, dass dies bei manchen Übenden zu schweren gesundheitlichen Störungen geführt habe.

### Beten im Rhythmus von Atmung und Herzschlag
In der dritten Phase schließlich ist das Gebet so sehr verinnerlicht, dass es gleichsam automatisch mit jedem Atemzug oder Herzschlag gebetet wird. Nach langer Übung kommt es aus dem Unterbewusstsein, und anfangs ist man erstaunt, da man sich plötzlich innerlich beten hört, ohne das Gebet willentlich begonnen zu haben. Das Jesusgebet hat sich verselbständigt.

### Heutige Formen der Einübung
Entscheidend für die Einübung ist nicht die Zahl der Gebete, sondern die Regelmäßigkeit des Betens. Bischof Theophan der Klausner empfiehlt dem Anfänger, dreimal täglich 30 Gebete zu sprechen und diese Regel streng einzuhalten. Je nach Bedürfnis kann dann die Zahl auch erhöht werden. Von einer Verbindung mit Atem und Herzschlag ohne Anleitung durch einen erfahrenen geistlichen Vater rät er dringend ab. Bischof Theophan ist für heutige Lehrer des Jesusgebets wie Emmanuel Jungclaussen oder Bischof Kallistos Ware u. a. von großer Bedeutung.
Moderne Lehrer des Jesusgebetes wie Franz Jalics, Emmanuel Jungclaussen oder Maschwitz raten vom oben beschriebenen Zählen ab. Jalics empfiehlt einen sanften und sehr soliden Weg. Zuerst führt er zur Wahrnehmung der Natur, um die Aufmerksamkeit auf das Göttliche zu erwecken. Anschließend führt er in die Wahrnehmung des Atems und der Hände, um das Jesusgebet körperlich zu unterstützen. Als Gebetswort dient ihm der Name „Jesus Christus“, wobei „Jesus“ mit dem Ausatmen und „Christus“ mit dem Einatmen verbunden wird.

### Besondere neuere Übungsformen
Im orthodoxen Kloster Johannes der Täufer in Tolleshunt Knights (Essex) hat sich die Praxis entwickelt, das Jesusgebet gemeinsam zu beten und zwar in der Form, dass eine Person das Jesusgebet etwa 100 mal laut rezitiert und die anderen still mitbeten, danach übernimmt ein anderer Vorbeter das laute Rezitieren, während der Rest still mitbetet und so geht das laute Vorbeten dann reihum. Diese Übungsform haben in England mehrere orthodoxe Pfarreien übernommen, so dass dann in den Pfarreien jede Woche Gläubige für eine halbe oder eine Stunde zum gemeinsamen Jesusgebet zusammenkommen.
Eine weitere Neuentwicklung ist das Jesusgebet mit Kindern, wobei man versucht, eine kindgerechte Hinführung zum stillen Gebet zu finden. Hierfür gibt es inzwischen eigene Ansätze und Methoden.

## Heutige Verbreitung
Durch seine Entstehung im Osten ist das Jesusgebet in der Orthodoxie bzw. den Kirchen des byzantinischen Ritus am weitesten verbreitet. Wahrscheinlich ist es sogar stärker im Volk verwurzelt als der Rosenkranz bei den Gläubigen des lateinischen Ritus, dem es als repetitive Gebetsform entspricht.
Im 20. Jahrhundert wurde das Gebet auch in der römisch-katholischen Kirche durch Geistliche und Mönche wie Franz Jalics, Emmanuel Jungclaussen und Thomas Merton weiter verbreitet; der Katechismus der Katholischen Kirche erwähnt das Jesusgebet ebenfalls (vgl. KKK 430–435 sowie 2666–2668; 2688 f.).

### Russland
In Russland ist es eine in der Bevölkerung sehr populäre Gebetsform, seitdem dort das Buch Aufrichtige Erzählungen eines russischen Pilgers erschienen ist. Obwohl dieses Buch eher von der wohlhabenden Bevölkerung als von normalen Gläubigen gelesen wurde, fand das Jesusgebet dadurch sehr viele Anhänger, weil die Geistlichkeit den Gläubigen diese Gebetsform vermittelt hat. Hinzu kommt der Umstand, dass es der orthodoxen Lehre entspricht, dass man eine gewisse Anzahl von Jesusgebeten beten kann, wenn man nicht in der Lage ist, an der Liturgie teilzunehmen.

### Deutschsprachiger Raum
Im deutschen Sprachraum fand das Jesusgebet in jüngster Zeit vor allem durch die Publikationen und Exerzitienkurse des Jesuiten Franz Jalics und des Benediktiners Emmanuel Jungclaussen bei den Gläubigen Anklang. Beide verfassten Standardwerke zum Jesusgebet. Ähnliches gilt für Peter Dyckhoff, der mit dem Ruhegebet nach Johannes Cassian eine Vorform des Jesusgebets praktiziert und lehrt. Im deutschen Sprachraum gibt es vier „Schulen“ des Jesusgebets:
- Der sog. Grieser Weg ist ein von Franz Jalics im oberfränkischen Haus Gries begründeter systematischer und methodischer Schulungsweg des Jesusgebets.
- Bei der sog. Via-Cordis-Schule, die vom Psychotherapeuten Franz-Xaver Jans-Scheidegger in Flüeli-Ranft und im deutschen evangelischen Kloster Wennigsen begründet wurde, ist das Herzensgebet das zentrale Element einer zehnjährigen Kontemplationslehrerausbildung und wird mit tiefenpsychologischen, spirituellen und anderen therapeutischen Einsichten verbunden.
- Die World Community for Christian Meditation wurde vom irisch-britischen Benediktinermönch John Main begründet und von Laurence Freeman fortgeführt. Sie hat weltweit viele Meditationsgruppen, auch im deutschen Sprachraum.
- Eine vierte „Schule“ des Jesusgebets im deutschen Sprachraum wurde vom Benediktinerabt Emmanuel Jungclaussen begründet. Bei dieser Schule wird das Jesusgebet in seiner längeren Form verwandt.
- Der Benediktinermönch Anselm Grün leitet das Jesusgebet in einer Form an, die der buddhistischen Metta-Meditation nahe kommt. Beim Einatmen wird mit den Worten „Herr Jesus Christus“ vorgestellt, dass Gottes Liebe in das Herz des Betenden strömt, beim Ausatmen wird vorgestellt, dass sich Gottes Liebe mit den Worten „Sohn Gottes, erbarme dich meiner“ im Körper verteilt.
- Eine spezifische deutsche Variante des Herzensgebets war „Das kleine Geheimnis“. Diese von Kapuzinerpater Cassian Karg begründete kontemplative Praxis für den Alltag war im 20. Jahrhundert, vor allem vor dem Zweiten Vatikanischen Konzil, weit verbreitet.[7] Berta Hummel fand durch diese Gebetsweise zu einem vertieften Glaubensleben, so dass sie Ordensschwester wurde.[8]

## Gesundheitliche Aspekte
Das British Medical Journal berichtet von einer Studie der Universität Pavia, bei der herausgefunden wurde, dass sich die Einübung eines Mantras positiv auf das Herz-Kreislauf-System auswirkt. Durch den gleichbleibenden Gebetsrhythmus reduziert sich die Atemfrequenz auf etwa sechs Atemzüge in der Minute. Konzentration und innere Ruhe werden gefördert.
Der Präventivmediziner Gerd Schnack hat gemeinsam mit dem Musikpädagogen Hermann Rauhe das sogenannte repetitive Meditationstraining (RMT) entwickelt und sich hierbei am Konzept wiederholender Gebetsformeln orientiert, wozu auch das Jesusgebet zählt. Schnack und Rauhe schreiben: „Fünf Minuten RMT haben einen stärkeren Wiederherstellungseffekt auf die körperliche Fitness als eine Stunde Erholung ohne RMT.“ Zur Entspannung für den Körper komme auch eine völlig neue Kreativität für den Geist.
Durch P. Emmanuel Jungclaussen wurde das Jesusgebet auch als unterstützende Maßnahme der Psychotherapie bekannt, als er bei den 46. Lindauer Psychotherapiewochen 1996 einen Vortrag vor Ärzten und Psychotherapeuten hielt. Wegen der großen Resonanz der Fachöffentlichkeit ist Jungclaussens Vortrag danach etwas modifiziert als Buch erschienen.

## Typologische Einordnung
In religionsvergleichender Sicht gehört das Jesusgebet materiell zum Typus des Namensgebets und formal zu den repetitiven Gebetsformen. Die Frage, ob das Jesusgebet (als Wortlaut) ein Mantra darstellt, kann man unterschiedlich beantworten; in der Praxis ist das Jesusgebet aber ein „mantrisches Gebet“. In der Ausprägung, wie sie Franz Jalics lehrt, kann es auch als Achtsamkeitsmeditation verstanden werden.
In der orthodoxen Tradition wird das Jesusgebet nicht nur als christuszentriertes, sondern auch als trinitarisches Gebet angesehen: Wenn Jesus als „Sohn Gottes“ angeredet wird, würde damit auch auf den Vater hingewiesen, und der Heilige Geist sei in dem Gebet ebenfalls eingeschlossen, da nach 1 Kor 12,3  niemand „Jesus ist Herr“ sagen könne, außer durch den Heiligen Geist.

## Quellen

Theophan Goworow (1815–1894) ist einer der wichtigsten Lehrer des Jesusgebets.

## Weiterführende Literatur
Belletristisch:
- Jerome D. Salinger: Franny and Zooey, Novelle (1961; dt. Franny und Zooey)

Wissenschaftlich:
- Heinrich Bacht: Das „Jesus-Gebet“. Seine Geschichte und seine Problematik, in: Heinrich Bacht: Weltnähe oder Weltdistanz?, Frankfurt am Main 1961, 141–162.
- Heinz Biegling: Den Weg des Herzensgebetes gehen, Verlag Via Nova, 1999, ISBN 3-928632-49-3
- Sabine Bobert: Jesusgebet und neue Mystik. Grundlagen einer christlichen Mystagogik. Kiel 2010, ISBN 978-3-940900-22-7 (online: Cover, S. 1–29).
- Sabine Bobert: Mystik und Coaching mit MTP – Mental Turning Point Kiel 2011, Band 2 aus der Reihe „Urban MystiX“, ISBN 978-3-89680-518-8.
- Klaus Dahme: Byzantinische Mystik. Ein Textbuch aus der „Philokalia“, Otto Müller Verlag, Bd. 1, Salzburg 1989, ISBN 3-7013-0762-8; Bd. 2, Salzburg 1995, ISBN 3-7013-0918-3
- Matthias Dietz (Hrsg.): Kleine Philokalie. Betrachtungen der Mönchsväter über das Herzensgebet Benziger Verlag, Zürich 1996, ISBN 3-545-20503-7
- Aloysius Grillmeyer: Das „Gebet zu Jesus“ und das „Jesus-Gebet“. Eine neue Quelle zum „Jesus-Gebet“ aus dem Weiben-Kloster, in: After Chalcedon. Studies in theologoy and Church History offered to Prof. Albert van Roey for his seventieth birthday, coll. „Orientalia Lovaniensia Analecta“ 18 (Louvain 1985) 187–202.
- Anselm Grün: Gebet als Begegnung, Münsterschwarzach 1990–2015, ISBN 978-3-87868-405-3
- Schimonach Ilarion: Auf den Bergen des Kaukasus. Gespräch zweier Einsiedler über das Jesusgebet, Otto Müller Verlag, Salzburg 1991, ISBN 3-7013-0791-1
- Franz Jalics: Kontemplative Exerzitien – Eine Einführung in die kontemplative Lebenshaltung und in das Jesusgebet. Echter-Verlag, Würzburg 102006, ISBN 3-429-01576-6
- Franz Jalics: Der kontemplative Weg, Echter-Verlag, Würzburg 2006, ISBN 3-429-02767-5
- Emmanuel Jungclaussen (Hrsg.): Aufrichtige Erzählungen eines russischen Pilgers. Herder, Freiburg i.Br. 2000, ISBN 3-451-04947-3
- Emmanuel Jungclaussen: Unterweisung im Herzensgebet. EOS, St. Ottilien 1999, ISBN 3-88096-454-8
- Emmanuel Jungclaussen: Das Jesusgebet. Verlag Friedrich Pustet, Regensburg 1994, ISBN 3-7917-0484-2
- Emmanuel Jungclaussen / Kallistos Ware: Hinführung zum Herzensgebet, Herder, Freiburg i.Br. 2004, ISBN 3-451-28389-1
- Heinrich Michael Knechten: Das Jesusgebet bei russischen Autoren, Studien zur russischen Spiritualität III. Spenner, Waltrop 2006, ISBN 3-89991-061-3
- Peter Köster: Die Übung des Herzensgebetes nach der Tradition der Ostkirchen. EOS, St. Ottilien 2007, ISBN 3-8306-7312-4
- Jean Lafrance: Das Herzensgebet. Schriften zur Kontemplation, Vier-Türme-Verlag Münsterschwarzach 1999, ISBN 3-87868-380-4
- Jean-Yves Leloup: Das Herzensgebet nach Starez Séraphim vom Berge Athos, Neumühle-Verlag, Mettlach 1999, ISBN 3-927860-01-8
- Rüdiger Maschwitz: Das Herzensgebet. Ein Meditationsweg, Kösel, München 22005, ISBN 3-466-36696-8
- Alfons Rosenberg (Hrsg.): Das Herzensgebet. Mystik und Yoga der Ostkirche. Die Centurie der Mönche Kallistus und Ignatius, München/Planegg 1955
- Beata Schimanski: Begegnung mit Christus, Hierophant-Verlag 2008, ISBN 3-940868-22-1.
- Gerd Schnack/Hermann Rauhe: Topfit durch Nichtstun, Kösel, München 2001, ISBN 3-466-34446-8.
- Michael Schneider: Das Herzensgebet. Eine Einführung zur Theologie und Praxis des Jesusgebetes, Edition Cardo 111, Köln 32005, ISBN 978-3-936835-04-5.
- Igor Smolitsch: Leben und Lehre der Starzen. Die spirituellen Meister der russisch-orthodoxen Kirche, Herder, Freiburg i.Br. 2004, ISBN 3-451-05475-2.
- Archimandrit Sophronius: Starez Siluan. Mönch vom Berg Athos, Band 1: Sein Leben und seine Lehre, Patmos, Düsseldorf 1980, ISBN 3-491-77345-8; Band 2: Die Schriften, Patmos, Düsseldorf 1981, ISBN 3-491-77346-6.
- Starez Theophan: Schule des Herzensgebetes, Otto Müller Verlag, Salzburg 1989, ISBN 3-7013-0687-7.
- Daniel Tibi: Auf der Suche nach dem unablässigen Gebet. Eine Hinführung zum Jesusgebet. In: Geist und Leben 81 (2008), 202–213 (PDF-Datei, 500 kB)
- Gabriele Ziegler (Hrsg.): Jesusgebet. Kellion Heft 3. Schriftenreihe zu Leben und Erfahrung der Wüstenväter und Wüstenmütter, Vier-Türme-Verlag, Abtei Münsterschwarzach, ISBN 978-3-89680-748-9.